# Schloss Tunzenberg

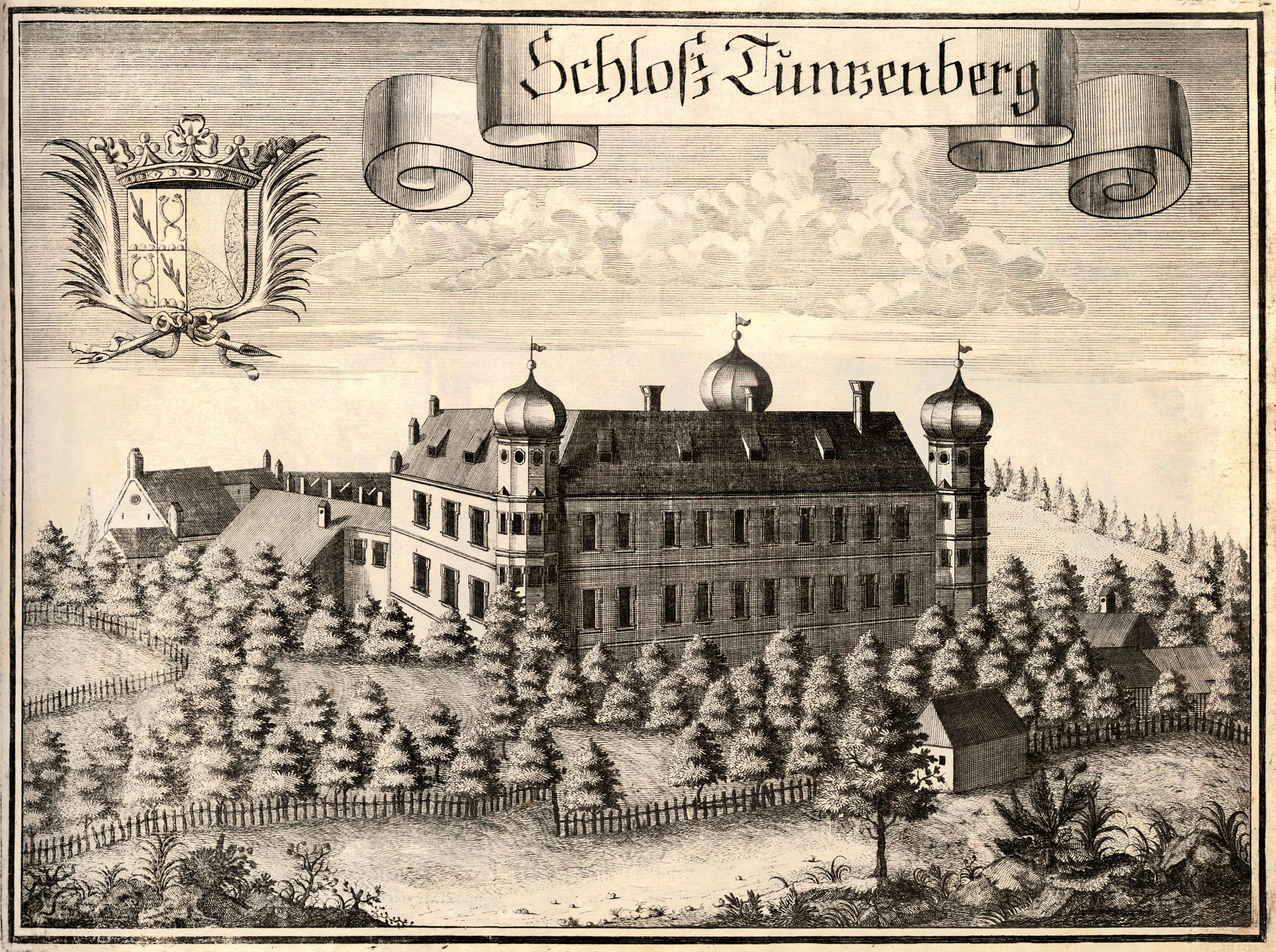
Schloss Tunzenberg nach einem Stich von Michael Wening

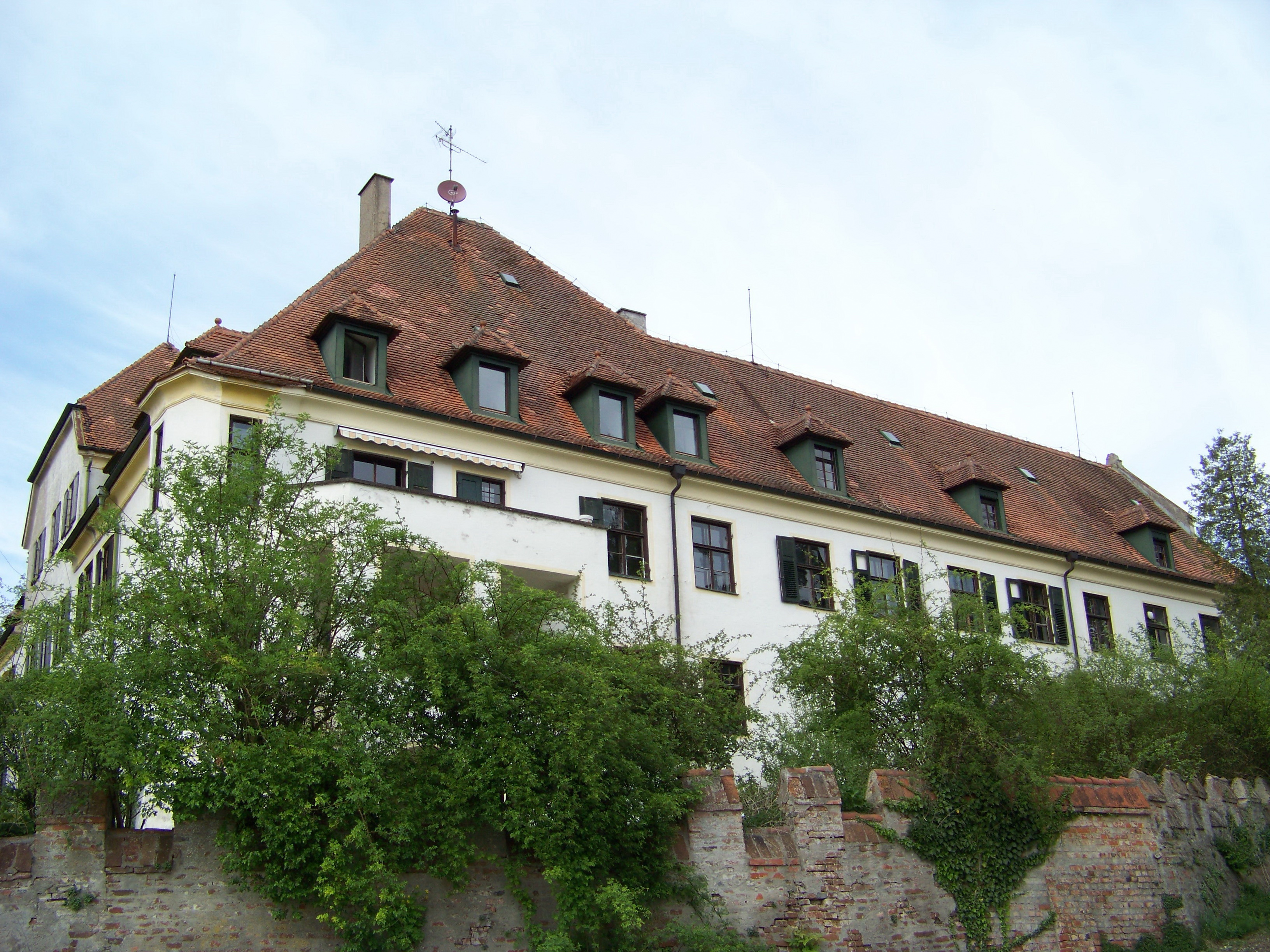
Schloss Tunzenberg (2009)

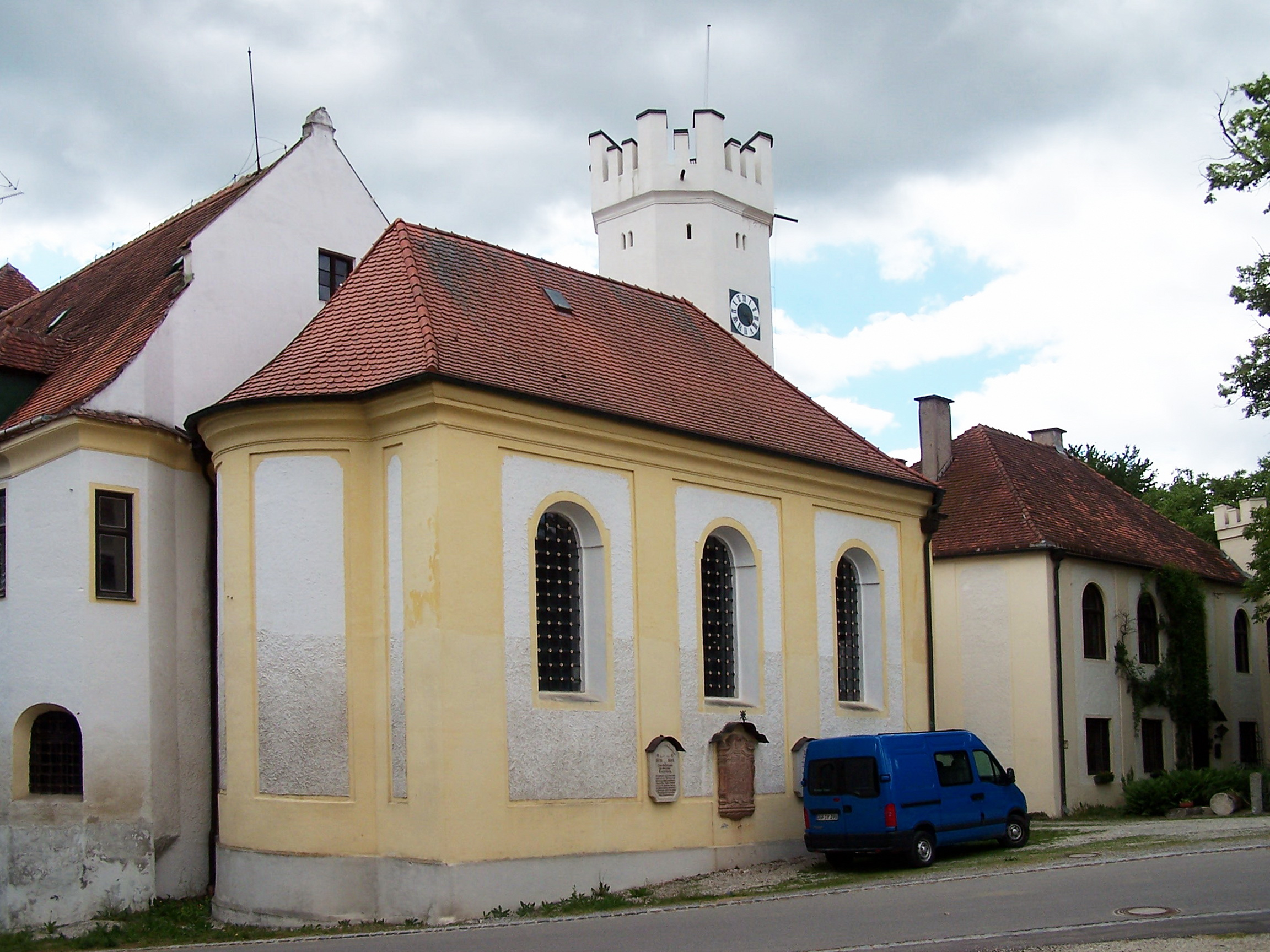
Schlosskapelle St. Joseph von Schloss Tunzenberg (2004)

Das Schloss Tunzenberg befindet sich in Tunzenberg, heute einem Gemeindeteil der niederbayerischen Gemeinde Mengkofen im Landkreis Dingolfing-Landau. Das denkmalgeschützte Gebäude ist als Baudenkmal unter der Aktennummer D-2-79-127-94 eingetragen; ebenso ist hier ein Bodendenkmal mit der Aktennummer D-2-7240-0216 und der Beschreibung „untertägige Befunde des Mittelalters und der frühen Neuzeit im Bereich des ehemaligen Hofmarkschlosses mit Wirtschaftsgebäuden und zugehöriger Kath. Schlosskirche St. Joseph“ angegeben.

## Beschreibung
Von dem ersten Burg- oder Schlossbau aus dem 14. Jahrhundert der Tunzenberger ist nichts mehr bekannt. Ein Ortlof von Sandizell zu Edelshausen soll mit einem weiteren Schlossbau begonnen haben, konnte ihn aber nicht zu Ende bringen († 1574). Womöglich durch den Dreißigjährigen Krieg wurde das Schloss beschädigt und ab 1700 wieder aufgebaut. Das damalige Gebäude ist auf dem Stich von Michael Wening zu sehen; es war eine dreiflügelige und zweigeschossige Anlage mit einem Satteldach sowie drei polygonalen Ecktürmen, die mit Zwiebelhauben abgeschlossen waren. An das Herrenhaus schloss sich ein einstöckiges Nebengebäude an.
Um 1830 wurde mit einem grundlegenden Umbau begonnen. Das Schloss ist heute eine dreiflügelige Anlage um einen geschlossenen Innenhof; diese entstand in der heutigen Form im 19. Jahrhundert durch das Aufstocken des Zwischenbaus des Westflügels um ein Stockwerk. Dies bedingte unterschiedliche Dachformen. Die im Stich von Michael Wening zu sehenden Ecktürme wurden gekappt und in das Dach einbezogen. Ausnahme war der nordöstliche Turm, der wurde zu Beginn des 20. Jahrhunderts aufgestockt und mit einem Zinnenkranz versehen; jetzt überragt er die Torbauten, mit denen der Schlosshof an der Ostseite abgeschlossen wurde. Die zwei symmetrisch angefügten Bauten enthalten die Schlosskapelle St. Josef und rechts das Verwalterhaus. Im Schloss ist ein hofseitiger Arkadengang vorhanden.

## Geschichte
Der erste Sitz zu Tunzenberg geht auf das zwischen 1164 und 1454 nachweisbare Ortsadelsgeschlecht der Tuntz von Tunzenberg (oder Tunzenstein) zurück, die ursprünglich aus Offenham, heute ein Ortsteil von Schnaitsee im Landkreis Traunstein stammten und sich im 14. Jahrhundert in Niederbayern niederließ. Leonhard von Tuntzenberg ist der erste, der auf dem Turnier zu Zürich 1165 genannt wird. Ein Konrad Tunz ist Zeuge bei einer Übergabe an das Kloster Baumgartenberg. 1292 wird ein Tunz von Tuntzenberg in einem Bürgschaftsbrief an der Warth erwähnt. 1311 ist Orthnand von Tuntzenberg im Rahmen der Ottonischen Handfeste genannt. Ein Tunz von Tunzenberg erscheint 1367 bei einer Schenkung  an das Heilig-Geist-Spitales zu Straubing. Auf ihn dürfte der erste Burgenbau in Tunzenberg zurückgehen. 1406 lebt Zacharias Tunz von Tuntzenberg und 1440 ein Ottmar Tunz. Dieser hat nur eine Tochter namens Margaretha gehabt.
Nachfolger auf der Hofmark Tunzenberg wurden 1451 die Herren von Rohrbach. Wilhelm Rohrbeck hat die Margarethe Tunz geheiratet und so das Gut übernommen. Die Ehe scheint kinderlos gewesen zu sein, denn schon 1480 gelangt das Gut durch Verkauf an Martin Haunsberger, Pfleger zu Kraiburg am Inn und verheiratet mit Agnes von Rohrbach zu Hofdorf. Dessen Sohn Paul Haunsperger zu Marklkofen vermacht Tunzenberg seiner Frau Barbara, eine geborene Sandizellerin. Diese „hauste“ hier bis 1503 und übergibt dann den Besitz ihrem Vetter Sigmundt Sandizell zu Odelzhausen. Danach folgt Ortlof von Sandizell, der mit einem Neubau des Schlosses begonnen haben soll († 22. August 1497). 1601 sind hier Siegmund, Hochprandz, Moriz, Hans und Görgen von Sandizell die Besitzer.
Ab 1616 erscheint die Familie der Romung als Besitzer, die ihren Stammsitz am Staffelsee hatten. Nach dem Ulrich von Romung folgt sein Sohn Ernst, auch Pfleger von Dingolfing. Auf seinem Grab in der Stadtpfarrkirche Dingolfing heißt es: „Anno Domini 1672 den 26 tag  Aprilis Montags nach Jubilate morgens um 2 Uhr starb dee Wohl Edl und Gestreng Herr Ernst Romung zu Romeck, zu Seeholz, Wena und Moosweng auf Truntzenberg und Moosthenning. Chr. Dr. in Bayern Rath und Pfleger zu Dingolfing auch gemain Lobs. Landtschafft in Bayern Adjunkt.“ 1664 regierte die „Romungerin“, Katharina Sophia von Romung, geborene von Buckwaldt, mit strenger Hand. Wann sie starb, ist unbekannt. Nach ihr folgte ein Veith Ulrich von Romung auf Tuntzenberg.
Nach dem Ableben des letzten Romung erbte das Schloss Tunzenberg Johann von Ulmb und Erlbach von seiner Frau Susanna Hedwig, geb. von Romung. Dieser verkauft es aber bald an seinen Vetter, den Landshuter Rentmeister und fürstlichen Rat Stephan von Schleich; unter diesem wurde der in Verfall geratene Edelsitz wieder aufgebaut. Ein Hans Wolf von Schleich hat sein Lehen dem minderjährigen Sohn Anton Franz übergeben, der am 8. August 1695 im gleichen Jahr wie sein Vater verstarb. Die einzige Tochter des Hans Wolf Schleich, Anna Antonia, wuchs unter der Obhut ihrer Mutter Maria Margaretha, geb. Siegerreiterin von Hinzenhausen, auf. Sie verheiratete sich 1719 mit dem Kammerdirektor Franz Maximilian Freiherr von Scharfsoed in Kollersaich und Riggerding. In der Zeit der Freiherren von Scharfsöd wurde 1721 die Schlosskapelle St. Josef errichtet, auch wurde damals der Brunnen im Innenhof des Schlosses errichtet. Die Ehe der Anna Antonia und des Maximilian von Scharfsöd blieb kinderlos und so gelangte das Gut in die Hände der Maria Barbara, verwitwete Freiin zu Lerchenfeld, geborene Gräfin von und zu Seyboldsdorf. Diese verstarb am 5. Juni 1791 und das Erbe trat  ihr Sohn Herrmann Joseph Nepomuk, Pfleger zu Hengersberg, und dann dessen Sohn Franz Xaver von Lerchenfeld an.
Nach dessen Tod erwarb am 27. Mai 1832 der königlich bayerische Regierungsrat und Assessor Adolf Julius Freiherr von Niethammer den Besitz; unter ihm wurde das Schloss grundlegend umgestaltet. Sein Nachfolger, Baron Ludwig von Niethammer, verlegte den Familiensitz nach Tunzenberg und verstarb hier am 27. Oktober 1902. Da er kinderlos war, gelangte der Besitz an seinen Bruder Friedrich von Niethammer, erblicher Reichsrat von Bayern und verheiratet mit Maria von Flotow-Kogel († Juli 1911). Über die Erbtochter Paula Freiin von Niethammer ging der Besitz an den preußischen Berufsoffizier Eugen von Haniel aus der Ruhrorter Unternehmerfamilie Haniel über. 1932 übernahm dessen jüngster Sohn Fritz von Haniel-Niethammer das Schloss und 1958 kam es an dessen Sohn Ruprecht von Haniel-Niethammer (1935–2015). Dieser verkaufte den Gesamtbesitz 1990 an zwei Schweizer Investmentfirmen, die ihn in zerstückelt weiterverkauften.
Der jetzige Schlossbesitzer ist der Immobilienunternehmer Alfons Aigner aus Landshut, der das Schloss 1996 renovierte und zu einer Hotel- und Tagungsstätte umbaute. Durch die Schlossgastronomie und verschiedene Veranstaltungen, so die „Tunzenberger Events“ mit Musikaufführungen im Schlosshof, und der Einrichtung des „Tunzenberger Pappelkunstpfads“ wurde die Anlage einer zeitgemäßen Nutzung zugeführt.
Im April 2024 wurde Schloss Tunzenberg von einem regionalen Unternehmer erworben, der eine umfassende Renovierung des historischen Anwesens plant. Das Schloss wird weiterhin als Veranstaltungs- und Tagungslocation genutzt. Zum Schlossensemble gehört die Schlossschenke, die als Restaurant betrieben wird, sowie ein Biergarten.
Für das Jahr 2025 ist eine umfassende Sanierung der ehemaligen Brauerei und der dazugehörenden Veranstaltungslocation vorgesehen. Ziel ist es, ab 2026 wieder Bier aus der eigenen Schlossbrauerei anbieten zu können, wodurch das Schloss seine historische Verbindung zur Brautradition erneuert. Ebenso wird es einen großen Biergarten geben, der zum Verweilen einlädt.
Die geplanten Entwicklungen sollen das Schloss als kulturellen und gastronomischen Mittelpunkt der Region etablieren.